# العلاقات اليمنية اللبنانية
العلاقات اليمنية اللبنانية هي العلاقات الثنائية التي تجمع بين اليمن ولبنان.

## مقارنة بين البلدين
هذه مقارنة عامة ومرجعية للدولتين:
| وجه المقارنة                                              | اليمن                   | لبنان                                                                |
| --------------------------------------------------------- | ----------------------- | -------------------------------------------------------------------- |
| المساحة (كم2)                                             | 555.00 ألف              | 10.45 ألف                                                            |
| عدد السكان (نسمة)                                         | 28.25 مليون             | 6.10 مليون                                                           |
| الكثافة السكانية (ن./كم²)                                 | 50.9                    | 583.73                                                               |
| العاصمة                                                   | صنعاء عدن (عاصمة مؤقتة) | بيروت                                                                |
| اللغة الرسمية                                             | اللغة العربية           | اللغة العربية، لغة فرنسية                                            |
| العملة                                                    | ريال يمني               | ليرة لبنانية                                                         |
| الناتج المحلي الإجمالي (بليون دولار)                      | 18.21 مليار             | 51.84 مليار                                                          |
| الناتج المحلي الإجمالي (تعادل القوة الشرائية) بليون دولار | 75.69 مليار             | 81.54 مليار                                                          |
| الناتج المحلي الإجمالي الاسمي للفرد دولار أمريكي          | 1.41 ألف                | 8.05 ألف                                                             |
| الناتج المحلي الإجمالي للفرد دولار أمريكي                 |                         | 17.46 ألف                                                            |
| مؤشر التنمية البشرية                                      | 0.498                   | 0.769                                                                |
| رمز المكالمات الدولي                                      | +967                    | +961                                                                 |
| رمز الإنترنت                                              | .ye                     | .lb                                                                  |
| المنطقة الزمنية                                           | ت ع م+03:00             | ت ع م+02:00، ت ع م+03:00، توقيت شرق أوروبا، توقيت شرق أوروبا الصيفي ‏ |

## منظمات دولية مشتركة
يشترك البلدان في عضوية مجموعة من المنظمات الدولية، منها:
| علم المنظمة | اسم المنظمة                                 | تاريخ انضمام اليمن | تاريخ انضمام لبنان |
| ----------- | ------------------------------------------- | ------------------ | ------------------ |
|             | صندوق النقد العربي                          | ?                  | ?                  |
|             | يونسكو                                      | 2 أبريل 1962       | 4 نوفمبر 1946      |
|             | مؤسسة التمويل الدولية                       | 22 مايو 1970       | 28 ديسمبر 1956     |
|             | منظمة التعاون الإسلامي                      | ?                  | ?                  |
|             | المركز الدولي لتسوية المنازعات الاستشارية   | 20 نوفمبر 2004     | 25 أبريل 2003      |
|             | منظمة حظر الأسلحة الكيميائية                | ?                  | ?                  |
|             | مؤسسة التنمية الدولية                       | 22 مايو 1970       | 10 أبريل 1962      |
|             | جامعة الدول العربية                         | 5 مايو 1945        | 22 مارس 1945       |
|             | وكالة ضمان الاستثمار متعدد الأطراف          | 12 مارس 1996       | 19 أكتوبر 1994     |
|             | الاتحاد البريدي العالمي                     | ?                  | ?                  |
|             | منظمة الشرطة الجنائية الدولية               | ?                  | ?                  |
|             | الأمم المتحدة                               | 30 سبتمبر 1947     | 24 أكتوبر 1945     |
|             | الاتحاد الدولي للاتصالات                    | 1931               | 12 يناير 1924      |
|             | البنك الدولي للإنشاء والتعمير               | 3 أكتوبر 1969      | 14 أبريل 1947      |
|             | الصندوق العربي للإنماء الاقتصادي والاجتماعي | ?                  | ?                  |